# FIBAオセアニア
FIBAオセアニア (FIBA Oceania) は、国際バスケットボール連盟 (FIBA) の傘下にある大陸連盟で、オセアニアにおけるバスケットボールの運営・管理・普及活動を行う。

## FIBAオセアニアの主催する主な大会
- バスケットボールオセアニア選手権